# The Authoritarian Personality
The Authoritarian Personality (em português: Estudos sobre a personalidade autoritária) é um livro de sociologia de 1950 de Theodor W. Adorno, Else Frenkel-Brunswik, Daniel Levinson e Nevitt Sanford, pesquisadores que trabalham na Universidade da Califórnia, Berkeley, durante e logo após a Segunda Guerra Mundial.
The Authoritarian Personality "inventou um conjunto de critérios para definir traços de personalidade, classificou esses traços e sua intensidade em qualquer pessoa no que chamou de escala F (F para fascista)". O tipo de personalidade podem ser definidos por nove traços que se acreditava agruparem-se como resultado de experiências da infância.

## Nove traços de personalidade
A escala F visa um perfil de personalidade autoritário e antidemocrático que torna uma pessoa suscetível à propaganda fascista. Os itens foram escritos de acordo com materiais de propaganda fascista, bem como dados de estudos e entrevistas com participantes etnocêntricos.
- Convencionalismo: Adesão aos valores convencionais.
- Submissão autoritária: Em direção a figuras de autoridade dentro do grupo.
- Agressão Autoritária: Contra pessoas que violam os valores convencionais.
- Anti-Intracepção: Oposição à subjetividade e à imaginação.
- Superstição e Estereotipia: Crença no destino individual; pensando em categorias rígidas.
- Poder e Resistência: Preocupado com submissão e dominação; afirmação de força.
- Destrutividade e cinismo: hostilidade contra a natureza humana.
- Projetividade: Percepção do mundo como perigoso; tendência a projetar impulsos inconscientes.
- Sexo: Muito preocupado com as práticas sexuais modernas.

Em vários grupos de participantes, a correlação item-total média foi de 0,33. A análise fatorial subsequente confirmou uma estrutura unidimensional desses subconjuntos de conteúdo de itens (Eysenck 1954, p 152, ref por Brown, p. 53). A primeira forma do F-Scale correlacionou 0,53 com AS, 0,65 com E e 0,54 com PEC. A escala foi revisada eliminando itens com baixa correlação item-total e/ou baixo valor preditivo dos escores AS e E. A forma revisada correlacionou-se em 0,75 a uma escala combinada AS/E e 0,57 à PEC. Etnocentrismo, antissemitismo e potencialidade para o fascismo estavam inter-relacionados entre si, assim como com o conservadorismo, embora não com tanta ênfase.
Embora criticado na época por preconceito e metodologia, o livro foi altamente influente nas ciências sociais americanas, particularmente na primeira década após sua publicação: "Nenhum volume publicado desde a guerra no campo da psicologia social teve um impacto maior na direção do trabalho empírico real que está sendo realizado nas universidades hoje".